# Bellou-le-Trichard
Bellou-le-Trichard is een gemeente in het Franse departement Orne (regio Normandië) en telt 202 inwoners (1999). De plaats maakt deel uit van het arrondissement Mortagne-au-Perche.

## Geografie
De oppervlakte van Bellou-le-Trichard bedraagt 9,5 km², de bevolkingsdichtheid is 21,3 inwoners per km².
De onderstaande kaart toont de ligging van Bellou-le-Trichard met de belangrijkste infrastructuur en aangrenzende gemeenten.

## Demografie
Onderstaande figuur toont het verloop van het inwonertal (bron: INSEE-tellingen).